# Dispensertechnologie
Dispensertechnologie wird in der Fertigung elektronischer und mikrosystemtechnischer Bauteile zur Aufbau- und Verbindungstechnik verwendet, insbesondere für miniaturisierte optische oder mechanische (nicht nur elektronische) Systeme. Die Technologie wird u. a. in der SMD-Technik verwendet.
Mit Dispensern werden Klebstoff, Lot (meist Lotpaste) oder andere für die Verbindung notwendige Materialien in definierter Dicke und ggf. Strukturierung aufgebracht – meist auf das zu bestückende Werkstück.
Es gibt auch invers arbeitende Techniken, bei denen z. B. Klebstoff durch ein Rakel zuerst als Schicht auf einem Zwischenträger aufgebracht wird und dann das zu fixierende Bauteil dort zur Klebstoffübertragung eingetaucht wird. Anschließend wird das derart benetzte Bauteil auf dem Werkstück abgesetzt, mit dem es verbunden werden soll.
Anwendung findet die Dispensertechnologie u. a. beim
- Die Bonding
- Flip-Chip-Prozesse
- Kleben von Mikrolinsen auf Kameramodule
- Multi-Chip-Modul
- Aufbringen von Leitlack